# Alianța Forțelor de Dreapta Liberal-Conservatoare
Alianței Forțelor de Dreapta Liberal-Conservatoare (AFDLC) este o alianță politică de dreapta din România, formată din Forța Dreptei (FD), Partidul Mișcarea Populară (PMP), Partidul Alternativa Dreaptă (AD) și Partidul Național Țărănesc Maniu-Mihalache (PNȚMM). Aceste partide vor participa pe listele Partidului Forța Dreptei la alegerile parlamentare din 2024. Alianța a susținut inițial candidatura lui Ludovic Orban la președinția României însă după retragerea acestuia o susține pe Elena Lasconi care candidează din partea Uniunii Salvați România (USR).